# Afrikanischer Sozialismus
Als Afrikanischen Sozialismus bezeichnet man eine sozialrevolutionäre Strömung, die in den 1950er-, 1960er- und 1970er-Jahren Teile Afrikas prägte. Zu den bedeutendsten Vertretern zählten Modibo Keïta, Léopold Sédar Senghor, Kwame Nkrumah, Kenneth Kaunda und Julius Nyerere.

## Ideologie
Im Gegensatz zum Wissenschaftlichen Sozialismus, der in den 1970er-Jahren den Afrikanischen Sozialismus weitgehend ablöste, betont dieser die Nähe zur afrikanischen Tradition und Kultur. Die vorkolonialen Stammesgesellschaften Afrikas werden von einigen Vertretern als klassenlos beschrieben und wurden in Teilen der frühen afrikanisch sozialistischen Bewegung zur Idealgesellschaft erhoben. Kritiker dieser These, wie beispielsweise der ehemalige, sozialistische Präsident Tansanias, Julius Nyerere weisen allerdings darauf hin, dass auch in den Stammesgesellschaften feudalistische und ausbeuterische Tendenzen existierten. Dieser plädierte dafür, die kommunalistische und humanistische Philosophie, allerdings nicht die exakten Strukturen der afrikanischen Stammesgesellschaften zu übernehmen, und auf Grundlage dessen ein sozialistisches System zu errichten. Der Afrikanische Sozialismus grenzt sich vom Marxismus dadurch ab, dass die Theorie des Klassenkampfes für nicht auf Afrika anwendbar gehalten wird, da kapitalistische Traditionen, anders als in Europa, in Afrika nicht vorhanden sind. Der Afrikanische Sozialismus ist eng mit dem Panafrikanismus verknüpft und strebte im postkolonialen Afrika weitgehende Blockfreiheit an.

## Umsetzung
Da der afrikanische Sozialismus keine klar definierte Ideologie darstellte, wichen die auf ihm begründeten System stark voneinander ab.

### Tansania

#### Ujamaa
Nach der Unabhängigkeit von Großbritannien 1961 wurde das vom damaligen Präsident Julius Nyerere geschaffene Konzept Ujamaa (übersetzt: „Dorfgemeinschaft, Familie, Familiensinn und Gemeinschaftssinn“) zum Gesellschaftsmodell Tansanias. Dieses sollte ein auf Kommunalismus, Egalitarismus, Kollektiveigentum und Autarkie basierendes System schaffen. Zu diesem Zweck sollten Dorfgemeinschaften zu vorkolonialen Großfamilien umgewandelt und umfassend modernisiert werden. Nyerere setzte anfangs auf Anreize, um mehr Bauern zum Umzug in die Ujamaadörfer zu bewegen. In den 1970er-Jahren erhöhte sich allerdings der Druck der Regierung auf die Bauernschaft. Resultierend daraus verließen viele Bauern ihre lukrativen Böden und zogen oftmals in weniger fruchtbare Gebiete, was zu einem Rückgang der landwirtschaftlichen Produktion um ca. 50 % und zunehmender Unzufriedenheit in der Bevölkerung führte. Nachdem es 1981 zu einer verheerenden Dürre gekommen war, stieg die Unbeliebtheit Nyereres weiter. 1985 trat dieser aus gesundheitlichen Gründen zurück und wurde durch Ali Hassan Mwinyi ersetzt, der nach wenigen Jahren eine zunehmende Privatisierungspolitik verfolgte. 1992 führte Tansania ein Mehrparteiensystem ein, das das Ende der Ujamaa endgültig besiegelte.

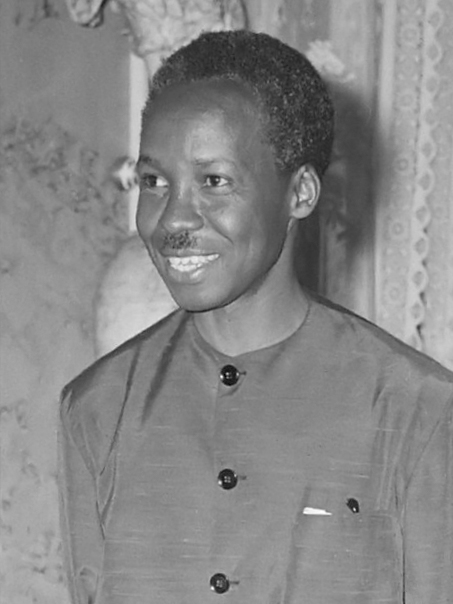
Julius Nyerere Erster Präsident Tansanias (1965)

Das Erbe des Afrikanischen Sozialismus ist in Tansania bis heute ein umstrittenes Thema; während Befürworter auf die sozialen Erfolge der Ujamaapolitik, wie bspw. die Erhöhung der durchschnittlichen Lebenserwartung von 41 auf 50,7 Jahre, die Halbierung der Müttersterblichkeit und den Erfolg des nationalen Alphabetisierungsprogramms hinweisen, sehen andere in Nyerere einen gescheiterten Diktator, der das Land an den Rande des wirtschaftlichen Ruins führte.

#### Politisches System
Nach der Unabhängigkeit existierte bis 1965 ein Mehrparteiensystem in Tansania. Bei den ersten demokratischen Präsidentschaftswahlen im November 1962 siegte Julius Nyerere mit 98,15 % der Stimmen über seinen einzigen Gegenkandidaten Zuberi Mtemvu. Im Juli 1965 wurde Tansania zum Einparteienstaat unter Führung der TANU. Das System blieb allerdings trotz des Verbots aller Oppositionsparteien deutlich weniger autoritär als ähnliche Staaten in Afrika. Zwar durften nur Kandidaten der TANU aufgestellt werden, innerhalb der Partei herrschte allerdings tatsächliche politische Konkurrenz, auch dem Präsidenten oppositionell gegenüberstehende Politiker durften an den Wahlen teilnehmen.

### Ghana

#### Wirtschaftspolitik
In Ghana entwickelte sich der Afrikanische Sozialismus nach der Unabhängigkeit Ghanas 1957 als Teil des vom ersten Präsidenten Kwame Nkrumah entwickelten Nkrumahismus zur Staatsideologie. Nkrumahs Sozialismus war deutlich stärker an den Marxismus angelehnt und verband Elemente des Afrikanischen und Wissenschaftlichen Sozialismus. Als Bestandteil seines Siebenjahres-Wirtschaftsplans wurde die Landwirtschaft kollektiviert und neue staatliche Industrien geschaffen. Als die Neuschaffungen fehlschlugen und zunehmend größere Summen öffentlicher Gelder in Anspruch nahmen, verstaatlichte die Regierung Teile der Industrie, um den Staatshaushalt zu stabilisieren. Nachdem die Kakaopreise Mitte der 1960er Jahre weiter fielen, geriet das Land in eine schwere Wirtschaftskrise. 1966 putschte das Militär unter Joseph Arthur Ankrah in Ghana gegen den Präsidenten, der sich währenddessen zum Staatsbesuch in Nordvietnam befand. Wenig später wurde er vom National Liberation Council des Amtes enthoben. Die neu regierende Militärjunta leitete auf Empfehlung der Weltbank hin ein umfassendes Privatisierungsprogramm ein und beendete damit die sozialistische Ära Ghanas.

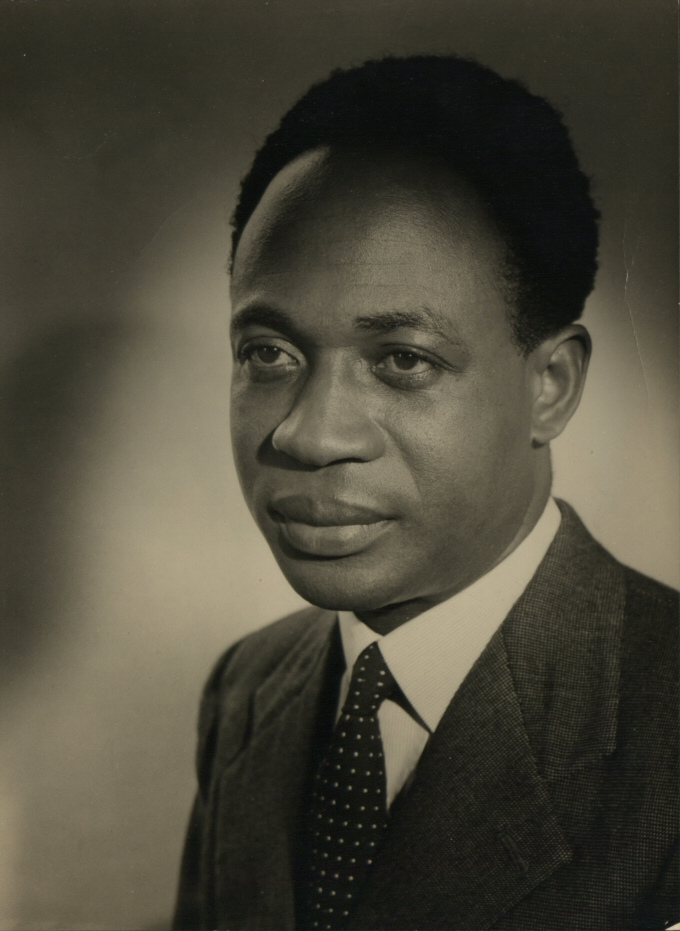
Erster Präsident Ghanas, Kwame Nkrumah

#### Politisches System
Durch die Verabschiedung der neuen Verfassung wurde Ghana 1960 ein demokratischer Staat, an dessen Spitze im selben Jahr Nkrumah gewählt wurde. 1964 ließ die CPP-Regierung über eine Verfassungsänderung abstimmen, die Ghana zum autoritären Einparteienstaat unter Führung des Präsidenten auf Lebenszeit Kwame Nkrumah machte. Der Vorschlag wurde mit offiziell 99,91 % Zustimmung angenommen, internationale Beobachter bewerteten die Wahl als „offensichtlich manipuliert“. Drei Jahre nach dem Putsch 1966 wurde nach zunehmenden Spannungen innerhalb der Militärjunta das Mehrparteiensystem wiederhergestellt.

### Senegal
In Folge der Auflösung der Mali-Föderation proklamierte Senegal sich 1960 zur souveränen Republik. Am 5. September 1960 wird der afrikanisch sozialistische Gründer der Parti Socialiste, Léopold Sédar Senghor erstes demokratisch gewähltes, senegalesisches Staatsoberhaupt. Im Jahr 1966 erklärte die Parti Socialiste sich zur einzig legalen Partei Senegals. Das Einparteiensystem blieb bis zum Übergang in ein Dreiparteiensystem 1976 bestehen. Senghor unterhielt während seiner insgesamt fünf Amtszeiten gute Beziehungen nach Frankreich und förderte die französische Sprache innerhalb Senegals. Der Staat blieb unter seiner Amtszeit eine Freie Marktwirtschaft. In den 1970er-Jahren geriet der bekannte Dichter aufgrund seiner Haushaltspolitik und steigender Armut zunehmend unter Druck. 1980 trat er vor Ende seiner fünften Amtszeit zurück. Während viele Leopold Senghor als Vorbild für die afrikanische Demokratie und Kultur betrachten, bemängeln andere seinen autoritären Umgang mit oppositionellen Organisationen.

## Liste afrikanisch-sozialistischer Organisationen
- African People’s Socialist Party (international)[22]
- All-African People’s Revolutionary Party (international)
- African Content Movement (Südafrika)
- African People’s Convention (Südafrika)
- Alliance for Change and Transparency (Fraktion) (Tansania)
- All People’s Congress (Fraktion) (Sierra Leone)
- Convention People’s Party (Ghana)
- Parti Socialiste du Sénégal (Fraktion) (Senegal)
- United National Independence Party (Sambia)